# U 41 (U-Boot, 1939)
U 41 war ein deutsches U-Boot vom Typ IX A, das im Zweiten Weltkrieg von der Kriegsmarine eingesetzt wurde.

## Geschichte
Das Boot wurde am 27. November 1937 bei der AG Weser in Bremen auf Kiel gelegt und am 22. April 1939 unter Kapitänleutnant Gustav-Adolf Mugler in Dienst gestellt.
Das Boot gehörte bis zum 31. Dezember 1939 als Einsatz- bzw. Frontboot zur U-Flottille „Hundius“ in Kiel. Nach der Neugliederung der U-Flottillen gehörte U 41 vom 1. Januar 1940 bis zu seiner Versenkung am 5. Februar 1940 als Frontboot zur 2. U-Flottille in Wilhelmshaven.
U 41 unternahm drei Feindfahrten, auf denen es fünf Schiffe mit einer Gesamttonnage von 22.815 BRT versenkte.

## Einsatzstatistik

### Erste Feindfahrt
Das Boot lief am 19. August 1939 um 1.40 Uhr von Wilhelmshaven aus und am 17. September 1939 um 15.45 Uhr wieder dort ein. Auf dieser 29 Tage dauernden Unternehmung im Nordatlantik, westlich von Irland und in der Höhe von Gibraltar wurden zwei Prisen mit zusammen 2.172 BRT eingebracht.
- 16. September 1939: Kaperung des finnischen Dampfers Vega (1.073 BRT). Der Dampfer hatte 600 t Zellulose, Holz, Sperrholz und Papier geladen. Er wurde von einem Prisenkommando übernommen und nach Cuxhaven eingebracht.
- 16. September 1939: Kaperung des finnischen Dampfers Suomen Poika (1.099 BRT). Der Dampfer hatte Zellulose, Holz und Papier geladen. Der Dampfer folgte der Vega und beide liefen am 18. September 1939 in Cuxhaven ein.

### Zweite Feindfahrt
Das Boot lief am 7. November 1939 um 15.00 Uhr von Wilhelmshaven aus und am 7. Dezember 1939 um 10.50 Uhr wieder dort ein. Auf dieser 30 Tage dauernden Unternehmung im Nordatlantik wurden vier Schiffe mit 12.914 BRT versenkt.
- 12. November 1939: Versenkung des britischen Fischdampfers Cresswell (275 BRT) durch Artilleriebeschuss. Er kam aus Fleetwood und befand sich auf dem Weg zum Fischfang. Es gab sechs Tote und sieben Überlebende.
- 12. November 1939: Versenkung des norwegischen Tankers Arne Kjøde (11.019 BRT) (Lage) durch einen G7a-Torpedo. Er hatte Benzin und Öl geladen und befand sich auf dem Weg von Aruba nach Nyborg. Es gab fünf Tote.
- 19. November 1939: Versenkung des britischen Dampfers Darino (1.351 BRT) (Lage) durch einen Torpedo. Er hatte Portwein, 1.600 t Sardinen und Zinnerz geladen und war auf dem Weg von Porto nach Liverpool. Es gab 16 Tote und elf Überlebende.
- 21. November 1939: Versenkung des französischen Fischdampfers Les Barges II (296 BRT) (Lage) durch Artilleriebeschuss. Er war beim Fischfang. Es gab keine Toten, 15 Überlebende.

### Dritte Feindfahrt
Das Boot lief am 23. Januar 1940 von Wilhelmshaven aus und am 24. Januar 1940 in Helgoland zu Instandsetzungsarbeiten ein. Am 27. Januar 1940 wieder von dort ausgelaufen, wurde U 41 am 5. Februar 1940 im Nordatlantik versenkt. Auf dieser zehn Tage dauernden Unternehmung im Nordatlantik, wurde ein Schiff mit 9.874 BRT versenkt und ein Schiff mit 8.096 BRT beschädigt.
- 5. Februar 1940: Beschädigung des niederländischen Tankers Ceronia (8.096 BRT) durch einen Torpedo. Er war auf dem Weg von Las Piedras nach Rotterdam.
- 5. Februar 1940: Versenkung des britischen Dampfers Beaverburn (9.874 BRT) (Lage). Er hatte Turbinenteile, Häute und Briefpapier geladen und befand sich auf dem Weg von London nach Saint John (New Brunswick). Das Schiff gehörte zum Konvoi OB-84 mit 20 Schiffen. Es gab einen Toten und 76 Überlebende.

## Verbleib
Beim Versuch, den Konvoi OB-84 anzugreifen, wurde U 41 am 5. Februar 1940 durch Wasserbomben des britischen Zerstörers Antelope im Nordatlantik südlich von Irland versenkt. Alle 49 Besatzungsmitglieder fanden dabei den Tod. Die Position war 49° 20′ N, 10° 4′ W im Marine-Planquadrat BF 1496.